# ノーサンプトン条例
ノーサンプトン条例（英語: Assize of Northampton）は、1176年にイングランド王ヘンリー2世が発布した条例。内容は1166年のクラレンドン条例に概ね基づいており、ヘンリー2世が行った一連の施策のうち、騎士賃借人の権利を固め、すべての土地の所有を王法に従わせ保証するものであった。1176年1月ノーサンプトンで行われた議会で可決されたと考えられている。

## 概要
クラレンドン条例に従って陪審員が提出（プレゼントメント）する犯罪を確認し、犯罪の一覧に放火と偽造を追加した。また、犯罪者の右手を切り落とすなど、新たな厳罰が定められた。ヘンリーの息子リチャード（the Lionhearted）、ジェフリー（後のブルターニュ公ジョフロワ2世）、ジョン（Lackland）が起こした1173年から1174年の反乱（Revolt of 1173–74）のときと同様に、条例は城に関する項目（8と11）だけでなく、広範囲な忠誠の誓い（項目6）を含め、特に「司法官は城が破壊されたものは完全に破壊される」としている。
条例は、巡回する司法官の再編成と関連づけられており、全国を巡回するよう任命された6つの司法官団に対する指示を盛り込んでいる。廷吏と保安官は、その利益について責任を負い、盗賊を拘束する権限を与えられた。第7項では、重要な新法が導入され、主に国王が特定の事件を法廷に提訴する権利を持つようになった。また、ノーザンプトン条例はセズィンとディセズィンの問題に関する情報を含む最初の公式文書であり、後のモール・ダンセストル条例（Assize of mort d'ancestor＝「先祖の死条例」）と新ディセズィン条例（Assize of novel disseisin）を先取りしたものである。
条例発布以降、王室の収入は大幅に増加したが、これは司法のエイアによる影響を反映したものであった。ジョージ・マコーリー・トレヴェリアンは、「司法官は、王の平和の執行のみならず、王の歳入の徴収があり非常に忙しかった。この2つは同じ活動の表裏一体だったのです」としている。